# Bastašica
Bastašica je rijeka u Bosni i Hercegovini.
Izvire u Bastasima, oko pet kilometara sjeverozapadno od Drvara. Izvor Bastašice koji je okružen visokim, vertikalnim stijenama zaštićen je kao geomorfološki spomenik prirode. U blizini izvora nalazi se nekoliko slapova. Ulijeva se u Unac nakon kratkog toka, dugog oko jednog kilometra.
Rijeka je bogata potočnom pastrvom.